# The C Programming Language

The C Programming Language, Erstausgabe

The C Programming Language (deutschsprachiger Titel: Programmieren in C) ist das erste Buch über die Programmiersprache C. Die Erstausgabe erschien 1978. Die Zweitausgabe erschien 1988 und wurde in Hinblick auf den zu dieser Zeit neuen ANSI-C-Standard aktualisiert. Es stammt von den Autoren Brian W. Kernighan und Dennis M. Ritchie, wovon Ritchie die Programmiersprache entwickelt hat.
Das Buch sorgte maßgeblich für die Verbreitung der Programmiersprache C und gilt auch heute noch als viel geachtetes Referenzwerk für C.
Das Buch sorgte auch für die Bekanntheit des Hallo-Welt-Programms.
Im deutschsprachigen Raum wird das Buch unter dem Titel Programmieren in C mit einem anderen Cover verlegt.

## Ausgaben
- Brian W. Kernighan, Dennis M. Ritchie: The C Programming Language. 2. Auflage. Prentice Hall, Englewood Cliffs NJ 1988, ISBN 0-13-110362-8.
- Brian W. Kernighan, Dennis M. Ritchie: Programmieren in C. 2. Auflage. Hanser, München 1990, ISBN 3-446-15497-3.